# Elta Cartwright
Pour les articles homonymes, voir Cartwright.
Elta Cartwright, née le 21 décembre 1907 à Eureka et morte le 29 novembre 2001 à Fortuna, est une sprinteuse américaine.
Elle participe au 100 m féminin aux Jeux olympiques d'été de 1928. 